# Dragon Ball: Revenge of King Piccolo
Dragon Ball: Revenge Of King Piccolo, conocido en Japón como Dragon Ball: Tenkaichi Daibōken  (天下一大冒険 Tenkaichi Daibōken?, lit. La más grande aventura bajo el cielo), es un videojuego de la saga de Dragon Ball que fue lanzado el 23 de julio de 2009 en Japón y en territorios PAL, Australia el 15 de octubre de 2009 y en EE. UU. el 20 de octubre de 2009. El videojuego es para la consola Wii.
El juego abarca desde el combate con el Ejército Red Ribbon hasta la batalla contra Piccolo Daimaō, y luego un Modo Versus desbloqueable con personajes de la saga para combatir. Originalmente se iba a llamar Dragon Ball Big Adventure, pero el nombre ha sido cambiado.

## Personajes seleccionables para pelear
Estos son los personajes del Modo Versus para combatir 
- Goku
- Krilin
- Yamcha
- Ten Shin Han
- Chaozu
- Jackie Chun (Maestro Roshi)
- Tambourine
- Drum
- Momia
- Akuman
- Abuelo Gohan
- Piccolo Daimaō anciano
- Piccolo Daimaō joven
- Tao Pai Pai
- General Blue
- Ninja Murasaki
- Arale Norimaki

## Recepción
El juego recibió reseñas generalmente mixtas desde su lanzamiento.